# Gilles Philippe
Pour les articles homonymes, voir Philippe.
Gilles Philippe, né à Lannion le 25 août 1966, est un critique littéraire, linguiste et universitaire français. Ses travaux portent sur la littérature des XIXe et XXe siècles, et tout particulièrement sur l'histoire des imaginaires langagiers et des pratiques stylistiques.
Ancien élève du lycée de Tréguier, du lycée Chateaubriand de Rennes et de l'École normale supérieure de la rue d'Ulm, agrégé de lettres modernes, il a soutenu sa thèse de doctorat en linguistique et littérature françaises en 1994, à l'Université d'Amiens, sous la direction de Dominique Maingueneau. Après avoir enseigné à l'Université Paris-3 Sorbonne-Nouvelle, Gilles Philippe est aujourd'hui professeur ordinaire de linguistique française à l'Université de Lausanne.
Gilles Philippe collabore régulièrement à la Bibliothèque de la Pléiade (Gallimard), pour laquelle il a édité des récits de Georges Bataille et d’Albert Camus (2004 et 2008), ainsi que des pièces de théâtre et des textes autobiographiques de Jean-Paul Sartre (2005 et 2010). Il a également dirigé pour cette collection les Œuvres complètes de Marguerite Duras (4 t., 2011 et 2014) puis édité, avec Emmanuelle Lambert, les romans et poèmes de Jean Genet (2021). Toujours pour la Pléiade, il a préfacé, en 2015, les Œuvres romanesques complètes de Georges Bernanos et, en 2025, le volume Mrs Dalloway et autres écrits de Virginia Woolf.

## Publications
Ouvrages :
- Le discours en soi, Paris, Champion, 1997 [3].
- Sujet, verbe, complément. Le moment grammatical de la littérature française (1890-1940), Paris, Gallimard, 2002 [4].
- Le français, dernière des langues. Histoire d’un procès littéraire, Paris, Presses Universitaires de France, 2010 [5].
- Le rêve du style parfait, Paris, Presses Universitaires de France, 2013 [6].
- French style. L’accent français de la prose anglaise, Bruxelles, Les Impressions nouvelles, 2016 [7].
- Pourquoi le style change-t-il ?, Bruxelles, Les Impressions nouvelles, 2021[8].
- Une certaine gêne à l'égard du style, Bruxelles, Les Impressions nouvelles, 2024[9].

Anthologies critiques : 
- Flaubert savait-il écrire ? Une querelle grammaticale (1919-1921), Grenoble, Ellug, 2004 [10].
- (avec Joël Zufferey) Le style indirect libre. Naissance d'une catégorie (1894-1914), Limoges, Lambert-Lucas, 2018 [11].

Gilles Philippe a par ailleurs dirigé ou codirigé de nombreux travaux collectifs, notamment La langue littéraire. Une histoire de la prose en France de Gustave Flaubert à Claude Simon, Paris, Fayard, 2009 (avec Julien Piat) .

## Prix et distinctions scientifiques
- Prix Émile Faguet de l'Académie française 2011
- Membre de l'Institut Universitaire de France 2004
- Trophée de la recherche, Université d'Amiens 1996